# Åsljunga
Åsljunga is een plaats in de gemeente Örkelljunga in het Zweedse landschap Skåne en de provincie Skåne län. De plaats heeft 690 inwoners (2005) en een oppervlakte van 108 hectare.
Åsljunga wordt omringd door zowel bos als landbouwgrond en ligt op een uitloper van de Hallandsåsen. De heuvel Åsljunga klint ligt 162 meter boven de zeespiegel. Ook grenst Åsljunga aan het meer Åsljungasjön en het kleine meer Trollsjön. Bij het Åsljungasjön is een plaats die zo is ingericht dat men er kan zwemmen/recreëren. De plaats Örkelljunga ligt zo'n zeven kilometer ten zuidwesten van het dorp.
Örkelljunga · Skånes-Fagerhult · Åsljunga · Eket · Skånes Värsjö · Boalt · Tockarp